# アブル・ワファー

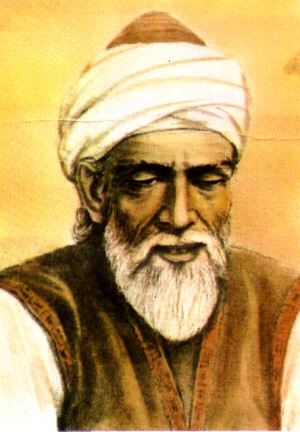
アブル・ワファー・ブーズジャーニー

アブル・ワファー・ブーズジャーニー（ペルシア語Abū al-Wafā Būzjānī ابوالوفا بوزجانى、 全名（アラビア語） ابوالوفا محمد بن محمد بن يحيى بن اسماعيل بن العباس البوزجاني Abū al-Wafāʾ Muḥammad ibn Muḥammad ibn Yaḥyā ibn Ismāʿīl ibn al-ʿAbbās al-Būzjānī 、940年 – 997年または998年没）は、ブワイフ朝時代のイラクで活躍したペルシアの数学者、天文学者である。日本語ではアブル・ウワファ・ブーズジャーニと表記されている場合もある。

## 人物
イランの東部、ホラーサーン地方のニーシャープール近傍にあるブーズガーン（Buzhgan）で生まれた。959年に、イラクおよびイラン西部を領有していたブワイフ朝の君主アドゥドゥッダウラ（'Adud al-Daula 在位949年 - 983年）の支配下にあったバグダードに移り、シャラフッダウラ（在位 987年 - 989年）のもとでバグダードの天文台で活躍したと伝えられている。
人名の読み方としては正則アラビア語に基づいて、アブル・ワファーないしアブー・アル＝ワファーなどとするのがより正確である。出身地名（ニスバ）の「ブーズジャーン」 Būzjān とはブーズガーン Būzgān のアラビア語形である。

## 業績
ギリシア科学文献の翻訳・注釈を行っていることで有名であり、エウクレイデスやアレクサンドリアのディオファントス 、さらにフワーリズミーなどの注釈を行っており、特にプトレマイオスの『アルマゲスト』（Kitāb al-Majistī）の翻訳者として後世に名を残した。また三角法の分野を研究し、多くの著書を書いた。しかしながら、現在それらは失われている。
星の偏角（declination）の精密な測定のために象限儀を考案し、多くの三角関数の表を求める方法や、タンジェントの概念を導入した。ワファーの明らかにした三角関数の公式には以下のようなものがある。
{\displaystyle \sin(a+b)=\sin(a)\cos(b)+\cos(a)\sin(b)}
{\displaystyle \cos(2a)=1-2\sin ^{2}(a)}
{\displaystyle \sin(2a)=2\sin(a)\cos(a)}

## エポニム
月のアブル・ウワファクレータは、アブル・ワファー（ウワファ）に因んで命名された。